# Oppeano
Oppeano est une commune de la province de Vérone dans la région Vénétie en Italie.

## Géographie
Oppeano est situé à une vingtaine de kilomètres au sud-est de Vérone, à quelque distance de la rive droite de l'Adige.

## Histoire

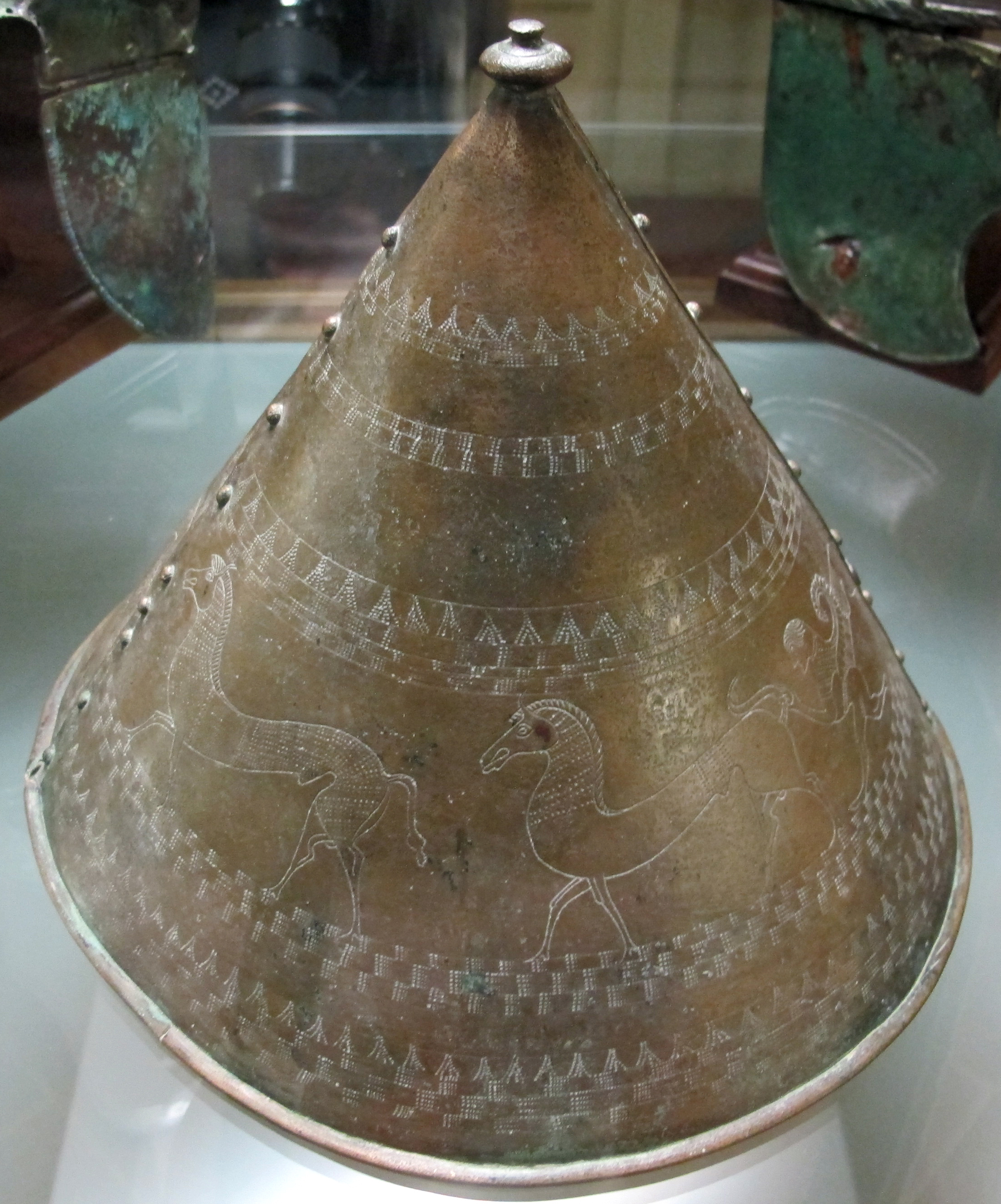
Le casque vénète d'Oppeano

Le territoire a été occupé au moins depuis l'Âge du bronze : traces de cité lacustre sur palafittes.
Dans une nécropole de la civilisation atestine a été trouvé le casque d'Oppeano, casque conique en bronze décoré conservé au Musée archéologique national de Florence.

## Administration
| Période                                  | Période  | Identité              | Étiquette     | Qualité |
| ---------------------------------------- | -------- | --------------------- | ------------- | ------- |
| 14 juin 2004                             | En cours | Alessandro Montagnoli | Ligue du Nord |         |
| Les données manquantes sont à compléter. |          |                       |               |         |

### Hameaux
Ca' degli Oppi, Vallese, Mazzantica

### Communes limitrophes
Bovolone, Buttapietra, Isola della Scala, Isola Rizza, Palù, Ronco all'Adige, San Giovanni Lupatoto, Zevio